# 卡琳·洛菲德
卡琳·洛菲德（Carine Roitfeld，1954年9月19日—）是法國時尚編輯，她從2001年起便開始擔任法國版《時尚》雜誌的主編，直到她2011年1月辭去職務，由Emmanuelle Alt補上，現任（Harper's Bazaar）雜誌全球時尚總監。

## 生平
卡琳·洛菲德出生於巴黎，她的父親是移民法國的俄羅斯電影製片人，而她母親是則是法國人，她形容她的母親是一名「非常古典的法國女性」，而她父親則是她的偶像。